# Michael Jordan chorando
Michael Jordan chorando (em inglês Crying Jordan) é um meme da Internet em que uma imagem da NBA com Michael Jordan chorando são sobrepostas nas imagens de atletas ou outros que sofreram infortúnio.

## Criação e cronograma
A imagem teve origem por meio do fotógrafo da Associated Press Stephan Savoia, durante o discurso de Michael Jordan em sua cerimônia de posse no Basketball Hall of Fame em 11 de setembro de 2009.
A imagem foi usada em 2012, sem modificações, para comentar sobre a decisão de Jordan de comprar a franquia Charlotte Bobcats da NBA. Só a cabeça photoshopada foi usada pela primeira vez em 2014 por pôsteres no quadro de mensagens da Internet Boxden.com.
"Crying Jordan" começou a atrair a atenção da grande mídia no final de 2015 e no início de 2016.
Após o jogo 4 das finais da NBA de 2016, em que o Golden State Warriors derrotou o Cleveland Cavaliers para assumir a liderança da série 3-1, um produtor de mídia comprou o domínio CryingJordan.com e enviou um redirecionamento para a página de perfil de LeBron James em o site do Cleveland Cavaliers. Os Cavaliers viriam a vencer a série 4-3.
Um aplicativo mobile chamado "The Crying Jordan Meme Generator" permite aos usuários adicionar facilmente a imagem de Jordan a outras imagens, e foi baixado por vários milhares de pessoas.
Críticos da mídia sugeriram que a popularidade do meme decorre em parte porque "[é] o alfa definitivo [masculino] em uma posição vulnerável", e que "as pessoas simultaneamente zombam e celebram ... uma estrela masculina que expressa vulnerabilidade".

## Uso
Fora do mundo da Internet, o meme foi citado em entrevistas por vários atletas e figuras públicas, como o jogador de basquete Draymond Green, o jogador de golfe profissional Jordan Spieth e o rapper Schoolboy Q. Vários atletas, como Steph Curry, Jon Jones e Roberto Luongo, também usaram a imagem de forma autodepreciativa nas redes sociais depois de lutar ou falhar em jogos, ou de ter sofrido algum outro infortúnio. Fora dos esportes, a imagem também foi usada em combinação com imagens de políticos como Barack Obama e Marco Rubio.

## Laços com Jordan
O meme foi muito usado depois que a Carolina do Norte perdeu para Villanova no Campeonato Nacional de 2016, durante o qual Michael Jordan estava presente. Em 22 de novembro de 2016, ao conceder a Medalha Presidencial da Liberdade à Jordan, o presidente Obama brincou que ele era "mais do que apenas um meme da internet".
O porta-voz de Jordan disse à imprensa que o próprio Jordan acha o meme engraçado.
Em 24 de fevereiro de 2020, Jordan lamentou o falecimento do jogador do Los Angeles Lakers Kobe Bryant e a sua filha, Gianna, em um evento realizado no Staples Center em Los Angeles, Califórnia. Durante a lamentação, Jordan começou a chorar e reconheceu que isso poderia dar origem a outro meme, afirmando: "Agora ele me pegou [chorando]. Vou ter que ver outro Crying Jordan... Disse à minha mulher que não ia fazer isso porque não queria ver isso nos próximos três ou quatro anos. É o que Kobe Bryant me faz."